# Choi Seung-hee
Choi Seung-hee, född 24 november 1911 i Keijō, död 8 augusti 1969, var en ledande koreansk dansare, koreograf, skådespelerska och sångare som var aktiv både under den japanska kolonialtiden och i Nordkorea.

## Biografi
Choi föddes i en överklassfamilj ur yangban-klassen i Keijō (nuvarande Seoul) under den japanska koloniala perioden och var också känd under det japanska uttalet av sitt namn, Sai Shōki. Efter att ha gått ut skolan vid femton års ålder begav hon sig mot sin fars önskan till Japan, där hon studerade under den moderne dansaren Baku Ishii och hon utmärkte sig som en begåvad dansös. Hon utvecklade sina egna versioner av koreansk folkdans. Hon stöddes av framstående japanska intellektuella som Yasunari Kawabata, och korresponderade med både Jean Cocteau och Pablo Picasso. Hon var också sångerska och spelade in skivor med Taepyeong Records och Kirin Records i Manchukuo innan hon gav ut sitt album Garden of Italy med Columbia Records Japan.
Efter det andra kinesisk-japanska krigets utbrott 1937 sändes hon ut till fronten för att uppträda för Kejserliga japanska armén, något som hon kritiserades för av koreanska självständighetsaktivister.
Efter krigsslutet 1945 begav hon sig till Nordkorea med sin make An Mak som var aktiv i Koreas arbetarparti. I likhet med många andra kulturpersonligheter som begav sig till Nordkorea efter kriget straffades hon aldrig för sitt samarbete med den japanska kolonialmakten. Hon grundade en dansskola och fick en officiell ställning inom den nordkoreanska staten, bland annat som ledamot av Högsta folkförsamlingen. 1951 sändes hon till Peking för att uppträda inför den kinesiske premiärministern Zhou Enlai. 
1967 rensades hon ut ur partiet och försvann från offentligheten.
Den 9 november 2003 utfärdade den nordkoreanska staten ett uttalande som gjorde gällande att hon avlidit 1969, men omständigheterna krig hennes död förblir oklara.